# 튀니스 베이국
튀니스 베이국(아랍어: بايليك تونس) 또는 튀니스 왕국(아랍어: المملكة التونسية)은 1705년 튀니스 왕조를 격파하고 튀니스를 보호하던 베이국으로, 튀니스 왕조가 수립될 때까지 존속했다. 1881년 프랑스 보호령이 수립된 후세인 왕조의 통치 기간 동안 튀니지의 법적 국가였다. 후세인가는 그 이후에도 왕좌에 남아있었다.
튀니스의 베이라고 불린 군주를 지칭하여 벨릭이라고 불렸다.
베이는 수블라임 포르테에 충실했지만, 점차 독립하여 주권국가를 갖게 된 후 군주로 군림했고, 1861년부터 1864년까지 아프리카와 아랍 국가에서 첫 헌법을 채택한 후 입헌군주제를 경험했다. 또한 자체 화폐와 독립 군대를 가지고 있었고, 1831년에 지금까지 사용되고 있는 국기를 채택했다.

## 같이 보기
- 튀니지의 역사